# Espacenet
Espacenet (früher esp@cenet) ist ein kostenloses Webportal zur Recherche in Patentdokumenten. Espacenet ist eine Eigenentwicklung des Europäischen Patentamtes (EPA) und bietet Zugang zur internen Datenbank EPODOC mit mehr als 120 Millionen Dokumenten (Stand: August 2020).
Espacenet wurde 1998 eingerichtet und gilt als wegbereitende Entwicklung, da Patentdokumente früher nur über spezielle Bibliotheken, die Auslegehallen der Patentämter oder kommerzielle Datenbanken verfügbar waren. Aus diesem Grund führten Patentdokumente ein Schattendasein und blieben als Quelle technischer Information, gerade von Seiten der öffentlich finanzierten Forschung, meist unbeachtet, obwohl schätzungsweise 70 % der weltweiten technischen Informationen in Patentdokumenten abgespeichert sind (→ U-Boot-Patent).

## Suchmöglichkeiten
Espacenet verfügt über, gemessen an einer kostenlosen Datenbank, relativ leistungsfähige Suchfunktionen: Beispielsweise ist die Klammerung und Verknüpfung von Suchbegriffen über logische Operatoren möglich. Trunkierung wird ebenfalls unterstützt. Mit der Klassifikations-Suche kann gezielt in bestimmten technischen Gebieten recherchiert werden.

## Weltweite Datenbank
Die weltweite Datenbank von Espacenet enthält die nach Regel 34.1 PCT geforderte Mindestdokumentation, die der Ermittlung des Standes der Technik zur Beurteilung von Neuheit und erfinderischer Tätigkeit zugrunde liegen soll. Darüber hinaus enthält die Datenbank Einträge aus weiteren Ländern und Zeiträumen, sowie Hinweise auf einschlägige Dokumente und ECLA (Europäische Patentklassifikations)-Symbole.

## WIPO-Datenbank
Diese Datenbank enthält internationale Patentanmeldungen gemäß PCT, die von der WIPO in den letzten 24 Monaten veröffentlicht wurden. Diese sogenannten WO-Dokumente sind ebenfalls in der weltweiten Datenbank verfügbar.